# بن سحر
بن سحر أو بن ساهار (بالعبرية: בן סהר) ، من مواليد 10 أوت 1989 في حولون في إسرائيل ، لاعب كرة قدم إسرائيلي.
بدأ مسيرته الكروية مع نادي تشيلسي الإنجليزي في عام 2006 حتى عام 2007 فقد انتقل إلى نادي تشارلتون الأنجليزي لمدة 3 أشهر فقط.
و قد بدأ باللعب مع منتخب إسرائيل لكرة القدم في عام 2007.
وفي أول مباراة له بالمنتخب الأسرائيلي سجل هدفين وأصبح اصغر لاعب إسرائيلي يسجل هدفا لصالح المنتخب.

## روابط خارجية
- بن سحر على موقع الاتحاد الأوربي (الإنجليزية)
- بن سحر على موقع إي إس بي إن إف سي (الإنجليزية)
- بن سحر على موقع قاعدة بيانات كرة القدم.إي يو (الإنجليزية)
- بن سحر على موقع ناشيونال فوتبول تيمز (الإنجليزية)
- بن سحر على موقع Soccerbase.com (لاعب) (الإنجليزية)
- بن سحر على موقع Soccerway.com (الإنجليزية)
- بن سحر على موقع عالم كرة القدم.نت (الإنجليزية)
- بن سحر على موقع كووورة
- بن سحر على موقع AS.com (الإسبانية)